# The Way To Begin
«The Way To Begin» -en español «La manera de comenzar»- fue el primer sencillo del álbum Krystal Meyers de la cantante de rock Krystal Meyers. Es una canción de rock cristiano/rock alternativo y fue publicada el 7 de julio de 2005 como sencillo debut del primer álbum homónimo de la cantante estadounidense. Esta canción logró el puesto número 1 de la lista musical cristiana estadounidense CHR. Fue lanzado en radios locales y en tiendas digitales como ITunes y Rhapsody.

## Lista de canciones
1. The Way To Begin
2. The Wat To Begin (CHR Version)